# Xu Xiangmei
Xu Xiangmei (徐香梅S, Xú XiāngméiP; Wuhan, 22 marzo 1966) è un'ex cestista cinese.

## Carriera
Con la Cina ha disputato i Giochi olimpici di Seul 1988 e i Campionati del mondo del 1990.